# Izabela Cichecka-Doleżych
Izabela Cichecka-Doleżych (ur. 23 sierpnia 1978 w Rybniku) – była polska piłkarka.

## Życiorys
Na początku kariery grała na pozycji stopera, później jednak przeniosła się do pomocy. Karierę piłkarki rozpoczęła w 1993 w Polonii Niewiadom. Po przeniesieniu drużyny grała w Naprzodzie Rydułtowy. Stamtąd z kolei drużyna przeniosła się do RKP Rybnik, a na początku 2003 zespół przejęła RTP Unia Racibórz. Zawodniczka grając w Unii zdobyła brązowy medal halowych mistrzostw Polski, trzecie miejsce wywalczyła także w Ekstralidze, w sezonie 2007/08. Na swoim koncie ma również występy w reprezentacji Polski U-19. Pod koniec sezonu 2007/08, w meczu z Czarnymi Sosnowiec doznała jednak poważnej kontuzji kolana. Potrzebna była operacja, która uniemożliwiła grę w piłkę przez dłuższy czas i skłoniła zawodniczkę do zakończenia kariery. Po ponad trzynastu miesiącach od odniesienia kontuzji, 23 maja 2009 wystąpiła w swym ostatnim spotkaniu, przeciwko Pradze Warszawa w ostatniej kolejce Ekstraligi. Zawodniczka wyszła do gry w pierwszym składzie, jednak jej występ miał mieć jedynie charakter symboliczny i po piętnastu minutach została zmieniona przez Martę Sęgę. Był on ukoronowaniem kariery piłkarki, gdyż występując w tym spotkaniu stała się ona mistrzynią Polski (kolejkę wcześniej raciborzanki zapewniły sobie po raz pierwszy w historii ten tytuł, ogrywając na wyjeździe wrocławski AZS 1:0).